# Молния (футбольный клуб, Москва)
«Молния» — советский и российский футбольный клуб из Москвы. Участник чемпионата СССР по футболу в Классе «Б» в 1967—1969 годах.

## История
Изначально представлял спортивный клуб Лианозовского электромеханического завода (ЛЭМЗ) (до 1965 — СК «Стрела», с 1965 — СК «Молния»). В 1967 году по итогам первенства как одна из сильнейших мужских команд первой группы была допущена в чемпионат РСФСР среди команд Класса «Б» и Кубок СССР среди команд коллективов физкультуры.
Участник чемпионатов Москвы по футболу 1962—1998 годов, Кубка СССР среди КФК 1962—1963, 1967, 1969, первенства России среди КФК 1993, 1996, 1998, 2009—2011 годов.
Играла на стадионе «Молния» (улица Лобненская, 15). Тренеры в 1980-х годах — В. Денисов, С. Горлов, В. В. Блохин, А. Миронов, В. В. Павлык.
В 2022 и 2023 годах «Молния», представляющая СШ-70 Москомспорта, — участник чемпионата Москвы по футболу в дивизионе «Б».

## Названия
- 1962—1965 — СК «Стрела».
- 1967—1992 — СК «Молния».
- 1993 — «Анна».
- 1994 — «Молния».
- 1996 — «Молния-Кентавр».
- 1997 — «Молния-ЛЭМЗ».
- с 1998 — «Молния».

## Достижения

### Вторая лига СССР
- 2-е место в 7-й зоне РСФСР и 4-е место во втором полуфинале РСФСР (Чемпионат СССР по футболу 1967 (класс «Б»)).
- 2-е место в 7-й зоне РСФСР и 2-е место во втором полуфинале РСФСР (Чемпионат СССР по футболу 1968 (класс «Б»)).
- 6-е место в 7-й зоне РСФСР (Чемпионат СССР по футболу 1969 (класс «Б»)).

### Первенство России среди КФК
- 2-е место в зоне «Центр-А» (1993).

### Чемпионат Москвы
- 3-е место — 4 раза (1977, 1979, 1991, 1996).
- 1-е место в Классе «Б» (1965).
- 2-е место в Классе «Б» (1966).

### Кубок Москвы
- Финалист — 3 раза (1962, 1963, 1980).

## Известные игроки
- Каляпин,_Евгений
- Изотов, Михаил Анатольевич
- Вековищев, Игорь Владимирович
- Реутов, Игорь Васильевич
- Щелкунов, Виктор Владимирович